# Presbytère de Chapaize
Le presbytère de Chapaize est un presbytère situé sur le territoire de la commune de Chapaize dans le département français de Saône-et-Loire et la région Bourgogne-Franche-Comté.

## Historique
Construit au XVIIIe siècle, il fait l'objet d'une inscription au titre des monuments historiques depuis le 6 février 1941.